# Sool (Somalia)
Il Sool (in Somalo Sool che significa "terreno arido"; in arabo صول‎?, Şawl) o Sol è una regione della Somalia di 25.036 km² e 115.000 abitanti, situata nel Khatumo. La capitale della regione è Las Anod (Laascaanood) e la regione è storicamente conosciuta per il movimento anti-coloniale chiamato Dervisci.

## Disputa territoriale
Sol è un territorio sovrano, già parte integrante prima del 1960 dell'ex Somaliland Britannico, e poi fino al 1991 dell'ex Somalia unita. Odiernamente è una regione disputata e reclamata dai due stati del Somaliland e del Puntland (vedi disputa Somaliland-Puntland), autoproclamati, ma non riconosciuti internazionalmente, né dalla Somalia secondo la Lettera Federale di Transizione (TFG) del 2004. Durante il 2006, le corti islamiche, pur nella loro debole alleanza, inserirono la legge islamica della sharia nella regione Sool, sebbene le loro forze militari non abbiano mai occupato la regione.
Sotto il governo di Siad Barre, Sol non fu una regione separata, ma parte della più grande provincia Nogaal, con capitale la città di Garoe. Fu separata da Nogal nel 1980.

## Province
- Las Anod (A)
- Ainabo (C) (Caynaba o Aynabo)
- Taleh (C) (Taleex)
- Hudun (C) (Xudun)
- Boane (D) (anche Boocame o Bo'ame)
- Yagori (D)